# Porak
Porak ili Akharbakhar ("izvađeni trbuh" na azerbajdžanskom) je stratovulkan smješten u vulkanskom grebenu Vardenis. Nalazi se oko 20 km jugoistočno od jezera Sevan, a vulkansko polje proteže se granicom između Armenije i Azerbajdžana s tokovima lave u obje zemlje. Deset satelitskih stožaca i pukotinskih otvora leži na bokovima vulkana.
Sam vulkan Porak i treća faza datirani su K-Ar datiranjem na 15 ± 15 tisuća godina. Dva duga toka lave, od kojih je jedan dug 21 km, protežu se od vulkanskog polja prema sjeveru i sjeveroistoku. Na tom području postoje termalni izvori, a sjeverno od središta Poraka nalazi se srednjopleistocensko rasjedno područje Khonarassar. U istoj regiji nalaze se i vulkani Karkar. Kompleks je izgrađen na djelomično sedimentnim stijenama, a djelomično na vulkanogenim serijama kasne krede i eocena s paleogenskim intruzijama.

## Opis
Postoje četiri stupnja trahiandezitskih tokova lave, najstariji se sastoji od samog vulkana Porak, a mlađa tri potječu od stožaca i pukotina. Dva toka lave prekrivaju naslage jezera Sevan s tankim pokrovom tla i tvore rani holocenski stupanj. Druga faza tvori tokove lave koji ulaze u jezero Alaghel i lišena je pokrova tla.
Nekoliko arheoloških nalazišta (jedno od njih datirano radiokarbonskom analizom na drvenom ugljenu nije mlađe od 3080±40 -3200±40 godina) izgrađeno je na dva najstarija holocenska stupnja, ali ne i na najnovijem stupnju. Tokovi lave trećeg stupnja teku na rubu jednog od tih mjesta koje je izgrađeno na lavama iz prethodne dvije faze, što sugerira da je mjesto bilo pod utjecajem povijesne vulkanske aktivnosti. Također postoje dokazi o jakoj potresnoj aktivnosti prije 6640±90 i između 782. i 773. pr. Kr. Vulkan bi mogao imati potencijal za proizvodnju geotermalne energije, ali je i potencijalna prijetnja za nekoliko sela u tom području.

## Khorkhorski natpis
Khorkhorski natpis, u kojem Argishti I od Urartua bilježi osvajanje grada Behoura, bilježi da je tijekom opsade grad uništen potresom i erupcijom "planine Bamni". Povjesničari smatraju vjerojatnim da je vulkan Porak planina Bamni i da je Behoura jedno od arheoloških nalazišta na tom području. Lokacija Behoure je međutim kontroverzna. Identifikacija još jednog natpisa Argishtijevog nasljednika, Sardurija II., daje dokaz o još jednoj erupciji Poraka.
Stariji dokazi o vulkanskoj aktivnosti, uključujući naslage u jezerima, ukazuju na privremeni nestanak šuma u tom području prije 6270 godina, vjerojatno zbog šumskih požara izazvanih vulkanskom aktivnošću. Petroglifi datirani oko 5.000 godina u prošlost također prikazuju vulkansku aktivnost, zajedno sa još starijim prikazima vulkanskih erupcija u špiljama Chauvet (Francuska) i u Çatal Höyük (Turska) oni su među najstarijim zapisima o vulkanskoj aktivnosti na svijetu (ovi drugi prikazi povezani su s vulkanskim poljem Bas-Vivarais u središnjem masivu i Hasanu Dagiju). Nije sasvim jasno koju erupciju prikazuju petroglifi Poraka.